# Mobile My Life
是台灣的一個網路論壇，討論各種行動電話、行動裝置、3C等電子產品。
MML是一個可以讓網友（須註冊才可發表文章）自由討論3C、時事的地方，早期管理風格自由，只要不犯重大過失，MML的GM不會任意予以刪除帳號處分。

## 沿革
原本01論壇討論區比MML行動生活網早了一些創站，大約是2002下半年，但是01論壇討論區後來公司化，改名為Mobile01 ，約在2005年，所以MML這個品牌成了最資深的華人3C論壇品牌之一，同期還有行動哇（行動哇目前已關站）。
兩邊站方從此採取井水不犯河水的作法，chiang曾表示希望01的版主不要去MML發表任何言論。不過至今仍有雙方擁護者互相攻擊的狀況 。

## 站內重要記事
2009年十一月：因多數網友話題全都圍繞著同類型友站Mobile01，站長「熊大」忍無可忍，下令全面禁止任何Mobile01相關話題，違反者將停權處置（註一）。
2010年五月：來自其他網站的會員在站上引發大規模網路互鬥事件。

## 社群活動
MML正式全名為Mobile My Life 。

## 外部連結
- MML（繁體中文）